# Papetier juré
Le papetier juré était un professionnel réglementé du papier en France sous l'Ancien régime, dans sa production et commercialisation.

## Histoire
En France, après la protection de Jean le Bon par lettres patentes de 1354 de l'approvisionnement de l' Ancienne université de Paris. Il combattait alors le monopole des Lombards et octroyait une protection aux fabriques de Troyes et Essonnes.
Ils furent exempts des douze deniers par livre le 18 août 1389, ainsi que les parcheminiers et relieurs. Mais la protection du être rappelée en 1415 par l'Université aux princes, ducs, comtes et barons devant les amendes et voies de faits contre les dits-papetiers.
En 1490, Charles VIII assure aussi sa protection et fixe le nombre des papetiers jurés à quatre pour Paris, et autant pour Troyes et Essonnes. Ils sont réduits à sept en 1522. Le 18 mars 1538 une sentence est rendue pour réformer les conditions de fabrication et de vente du papier, depuis de nombreuses années l'Université se plaignant de la qualité du produit : non-respect des cotes du format, du nombre de feuillets par fesse, soixante rames... mais le règlement s'avérait difficile à faire respecter. En mars et décembre 1691, deux édits mettent en place l'élection de gardes élus par les maîtres pour faire respecter les règlements. Le Conseil d'état édicte un règlement le 27 janvier 1739 pour la fabrication du papier.